# Miami Marlins

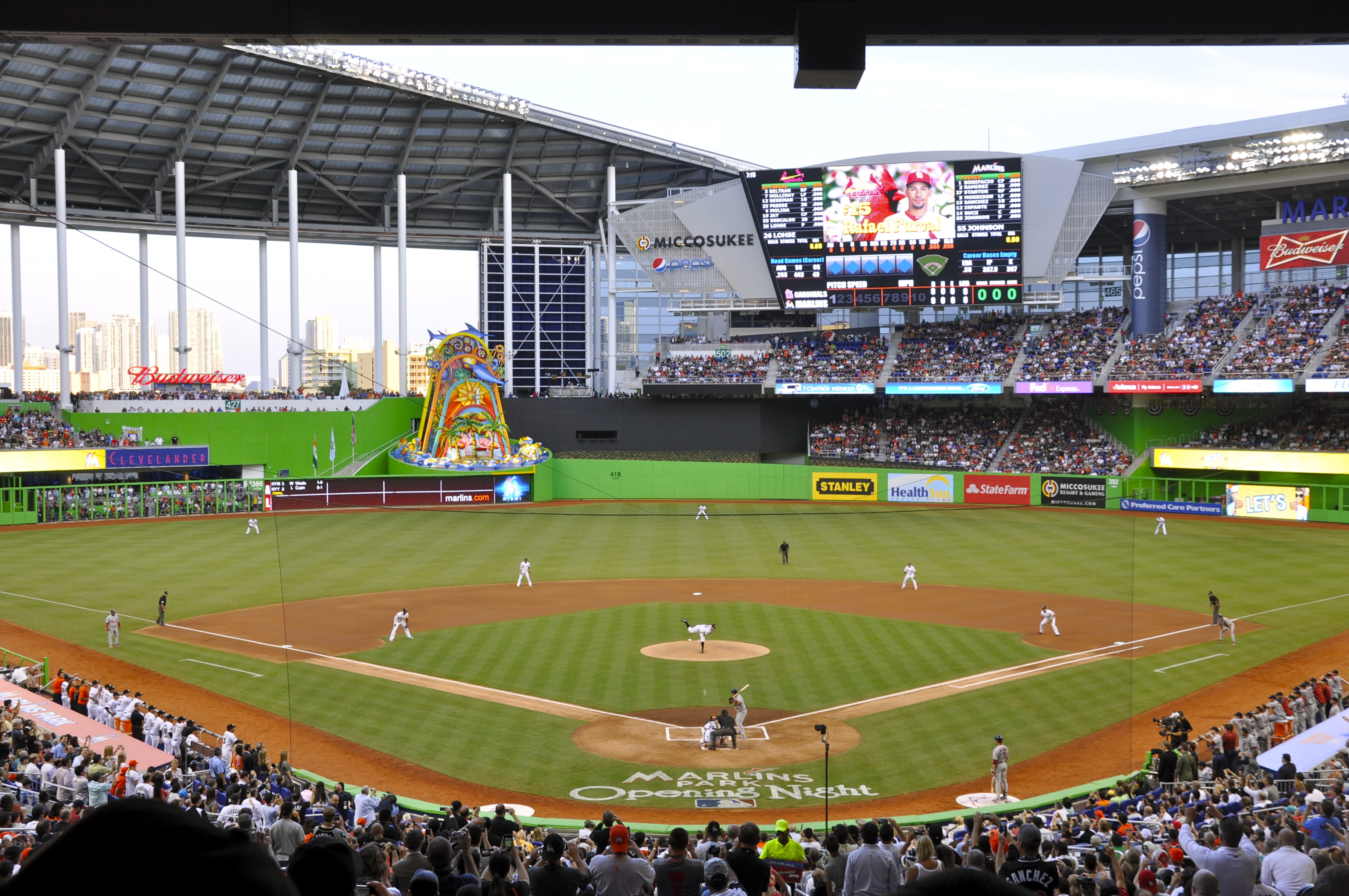
Jogo no LoanDepot Park.

O Miami Marlins (Marlins de Miami) é uma equipe de beisebol da Major League Baseball sediada em Miami, Flórida, Estados Unidos. Eles estão na Divisão Leste da National League, onde foram introduzidos em 1993 como Florida Marlins. Foram bicampeões da World Series em 1997 e 2003. Depois de quase 20 anos dividindo o Sun Life Stadium com o Miami Dolphins, jogam desde 2012 no LoanDepot Park, mesmo ano em que o time mudou seu nome do estado para a cidade.